# KF Drita
El Klubi Futbollistik Drita és un club de futbol professional de la ciutat de Gjilan, a Kosovo.
El club va ser fundat el 1947 per albanesos. Drita significa llum en albanès. El 1952 fou suprimit pel règim iugoslau, i els seus integrants ingressaren al club multi ètnic KF Crvena Zvezda Gnjilane, que esdevingué campió el 1962-63. El 1991 el Drita ingressa a la nova lliga de Kosovo. La temporada 2002-03 es proclamà campió de lliga nacional.

## Evolució de l'uniforme
Els colors del club són el blau i el blanc.

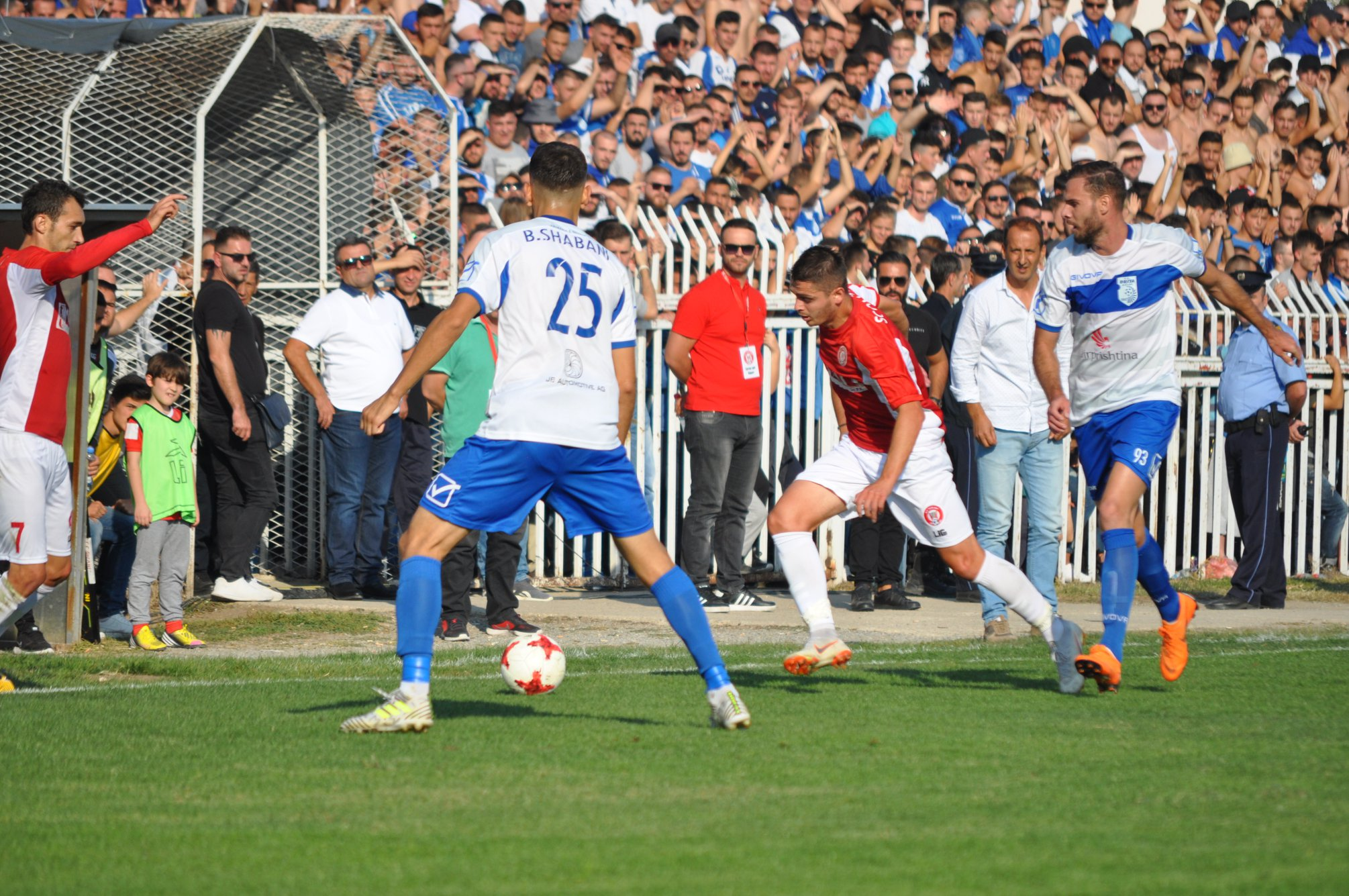
Partit de futbol el 2018.

| 1999 | 2016 |  | 2018 |

## Palmarès
- Superlliga de Kosovo:
  - 2002-03, 2017-18, 2019-20, 2024-25
- Kupa e Kosovës: 
  - 2000-01
- Supercopa kosovar de futbol: 
  - 2017-18